# Matematyk

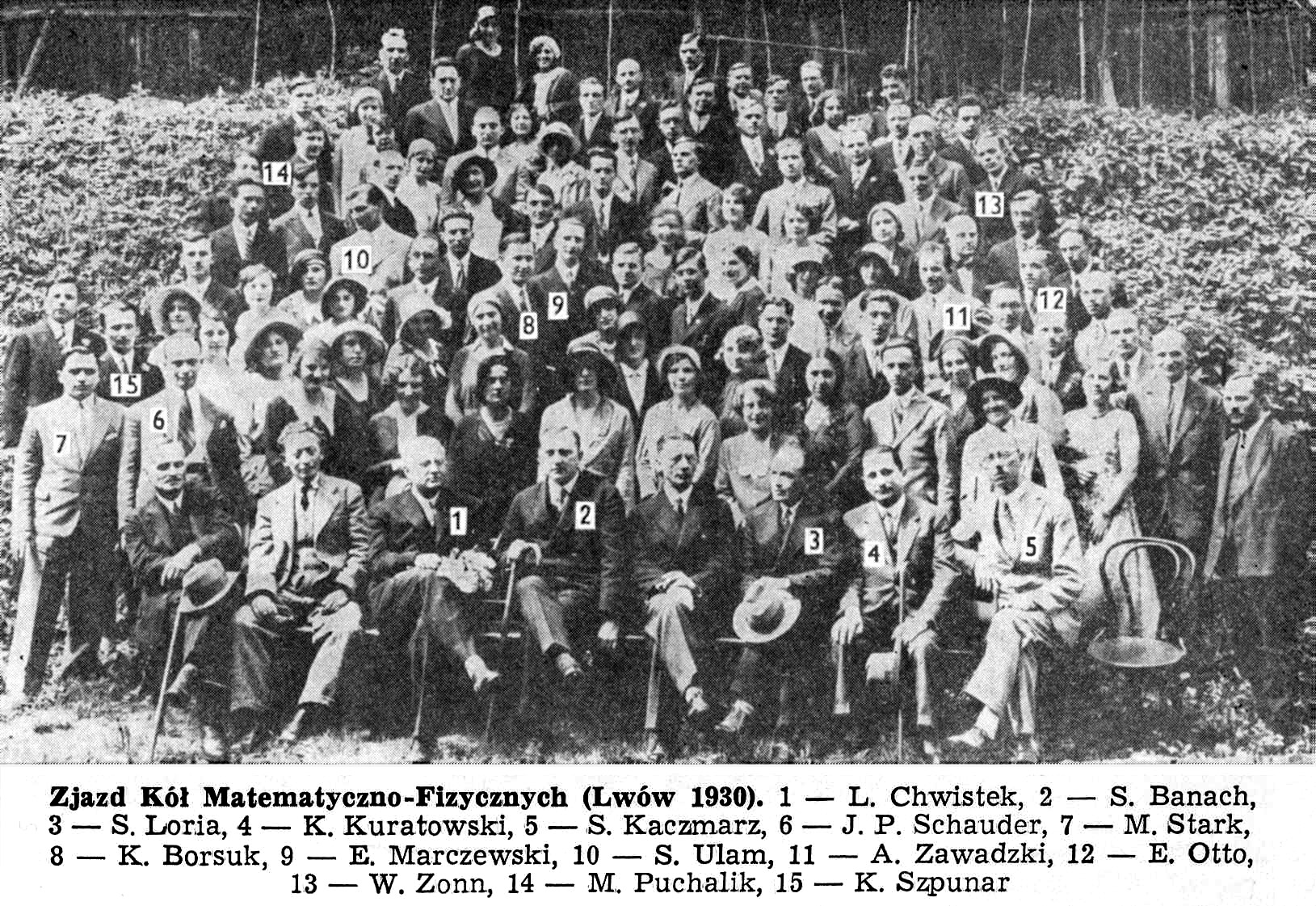
Matematycy lwowskiej szkoły matematycznej (1930)

Matematyk (łac. mathēmaticus, ze stgr. μαθηματικός, mathēmatikós – matematyczny) – osoba ze znaczącą wiedzą o matematyce, zwłaszcza używająca jej do pracy. Zajęcia matematyków obejmują:
- badania naukowe w samej matematyce, np.:
  - dowodzenie twierdzeń,
  - obalanie hipotez za pomocą kontrprzykładów,
  - rozwiązywanie równań i nierówności,
  - projektowanie algorytmów;
- analizę danych i modelowanie matematyczne problemów z innych dziedzin;
- obliczenia, choć obliczeniowiec bywa uznawany za osobny zawód[potrzebny przypis];
- nauczanie matematyki.

Matematycy występują najpóźniej od starożytności; najwcześniejszym udokumentowanym uczonym tego typu może być egipski skryba Ahmes z XVII w. p.n.e. Pierwszym poświadczonym autorem twierdzenia matematycznego jest Tales z Miletu żyjący w VI wieku p.n.e.
Od XVII wieku matematycy publikują swoje prace w czasopismach naukowych. Pierwotnie istniały tylko czasopisma ogólnonaukowe jak „Journal de Sçavans” i „Acta Eruditorum”, ale najpóźniej w XIX stuleciu powstały pisma poświęcone wyłącznie matematyce: „Mathematische Annalen”, „Annals of Mathematics” i „Acta Mathematica”. W XVII wieku pojawiły się też towarzystwa naukowe, a z czasem wyspecjalizowane stowarzyszenia matematyków. Koordynuje je założona w XX wieku Międzynarodowa Unia Matematyczna (ang. IMU). Organizuje ona:
- Międzynarodowy Kongres Matematyków (ang. ICM) odbywający się od XIX wieku, zwykle co cztery lata;
- Międzynarodową Olimpiadę Matematyczną (ang. IMO) dla zdolnej młodzieży, od lat 50. XX wieku.

## Liczebność i zróżnicowanie

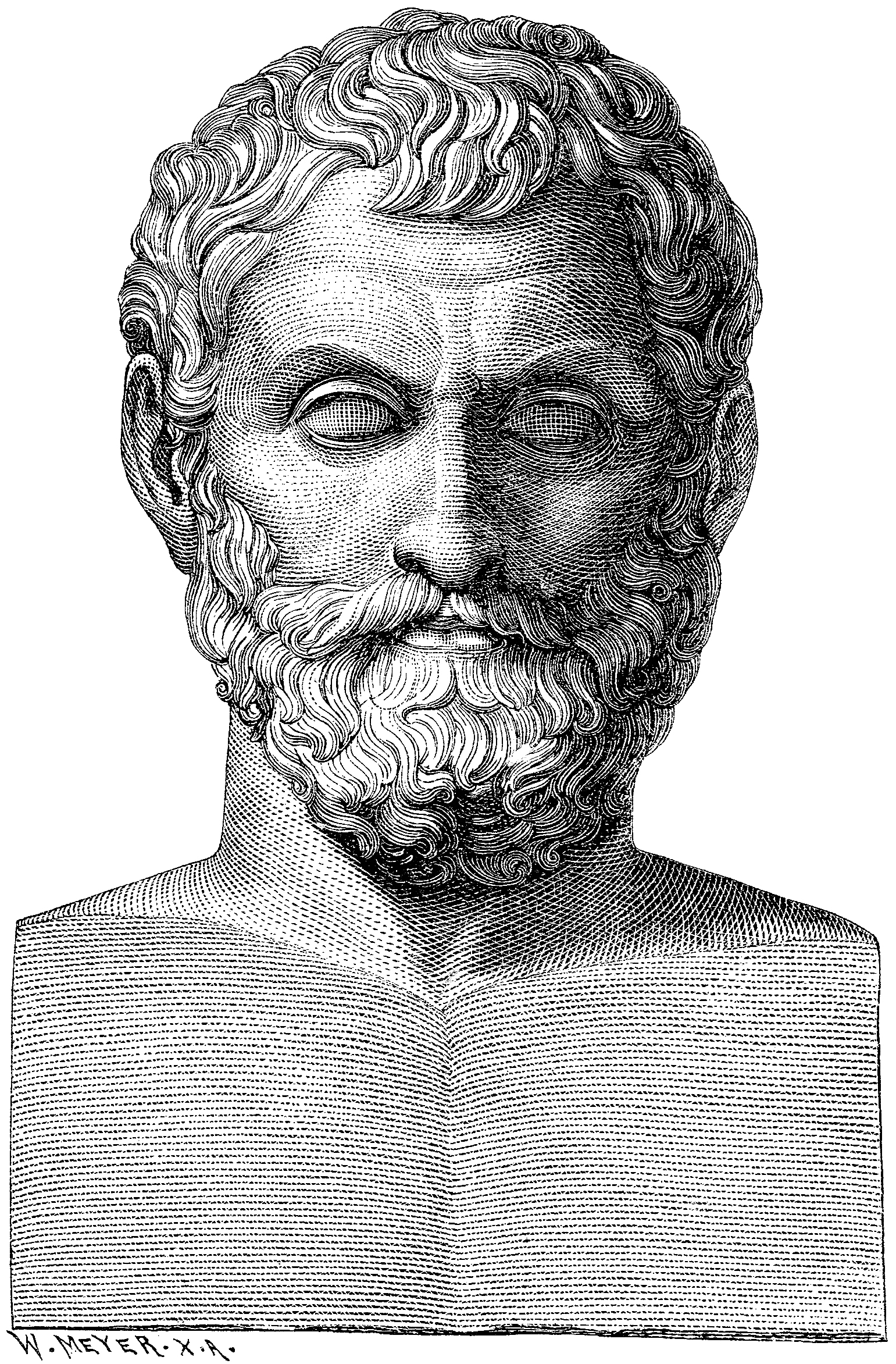
Tales z Miletu, jeden z najwcześniejszych matematyków. Ta rycina jest oparta na starożytnym popiersiu, być może nieautentycznym, będącym czystą wizją artystyczną

Matematykami zostały co najmniej setki tysięcy osób; baza Mathematics Genealogy Project w lutym 2023 roku odnotowywała ponad 200 tysięcy historycznych przypadków osób z doktoratem z matematyki, powiązanej dziedziny lub promujących taki doktorat. W 2023 roku liczba matematyków w USA przekraczała 30 tysięcy.
Osoby te różnią się płcią, orientacją miłosną, życiem rodzinnym, zdrowiem, dostatkiem, światopoglądem, są włączane do różnych ras i pochodzą ze wszystkich zamieszkałych kontynentów. W pierwszej dekadzie XXI wieku większość matematyków była płci męskiej, jednak na Filipinach większość stałych profesur (ang. tenure) w tej dziedzinie obejmowały kobiety.

## Aktywności

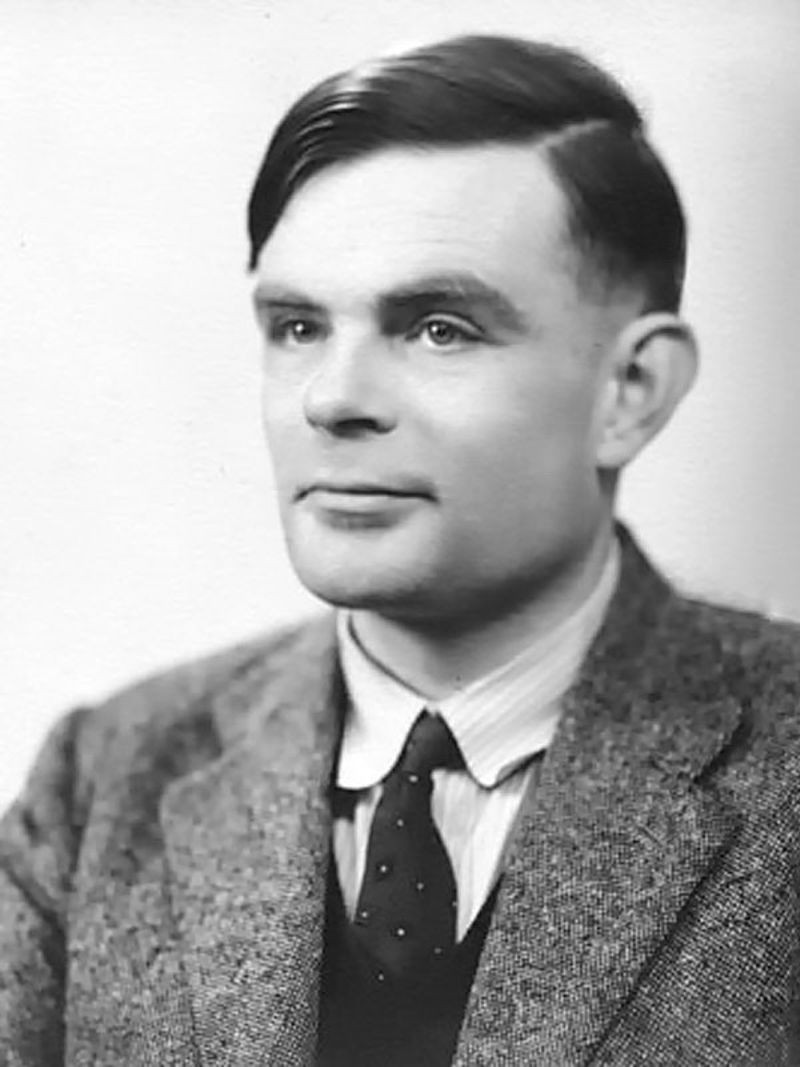
Alan Turing – przykład matematyka stosowanego, zajmującego się m.in. zastosowaniem kryptologii w wojskowości, a także matematyka-sportowca. Jest też znany jako ofiara prześladowania gejów.

Matematyków różnią też zajęcia. Niektórzy oddają się wyłącznie badaniom, a inni też nauczają. Czasem poświęcają się wyłącznie matematyce, ale od starożytności do XXI wieku część matematyków prowadzi też inne aktywności, np. związane z innymi rodzajami wiedzy jak nauki empiryczne czy filozofia czasem zaliczana do nauk. Matematycy bywają wybitni w tych innych dziedzinach, np.:
- Isaac Newton uchodzi za jednego z dwóch największych fizyków wszech czasów;
- Bertrand Russell za swoje piśmiennictwo filozoficzno-społeczne otrzymał literacką Nagrodę Nobla;
- John Nash był noblistą w dziedzinie ekonomii.

Matematycy zajmują się też różnymi sztukami:
- Lewis Carroll był pisarzem i fotografem;
- Leon Chwistek był malarzem;
- Danica McKellar jest aktorką.

Przez to niektórych matematyków można nazwać humanistami, a Mikołaj Kopernik – zajmujący się także matematyką – to jeden z czołowych przykładów humanizmu renesansowego. Z drugiej strony matematykami bywają też jednostki szkodliwe społecznie, np. Ted Kaczynski był terrorystą. Część matematyków zostawała politykami i obejmowała urzędy państwowe; przykładowo:
- Isaac Newton zasiadł w parlamencie i kierował mennicą królewską;
- Pierre Simon de Laplace był ministrem i zasiadał w senacie;
- Katarzyna Lubnauer zdobyła mandat poselski i przez pewien czas przewodniczyła partii politycznej.

Matematycy bywają też uzdolnieni sportowo, np.:
- Harald Bohr był piłkarzem nożnym i jednym ze zdobywców srebrnego medalu olimpijskiego;
- Alan Turing trenował biegi długodystansowe.

## Hierarchia prestiżu

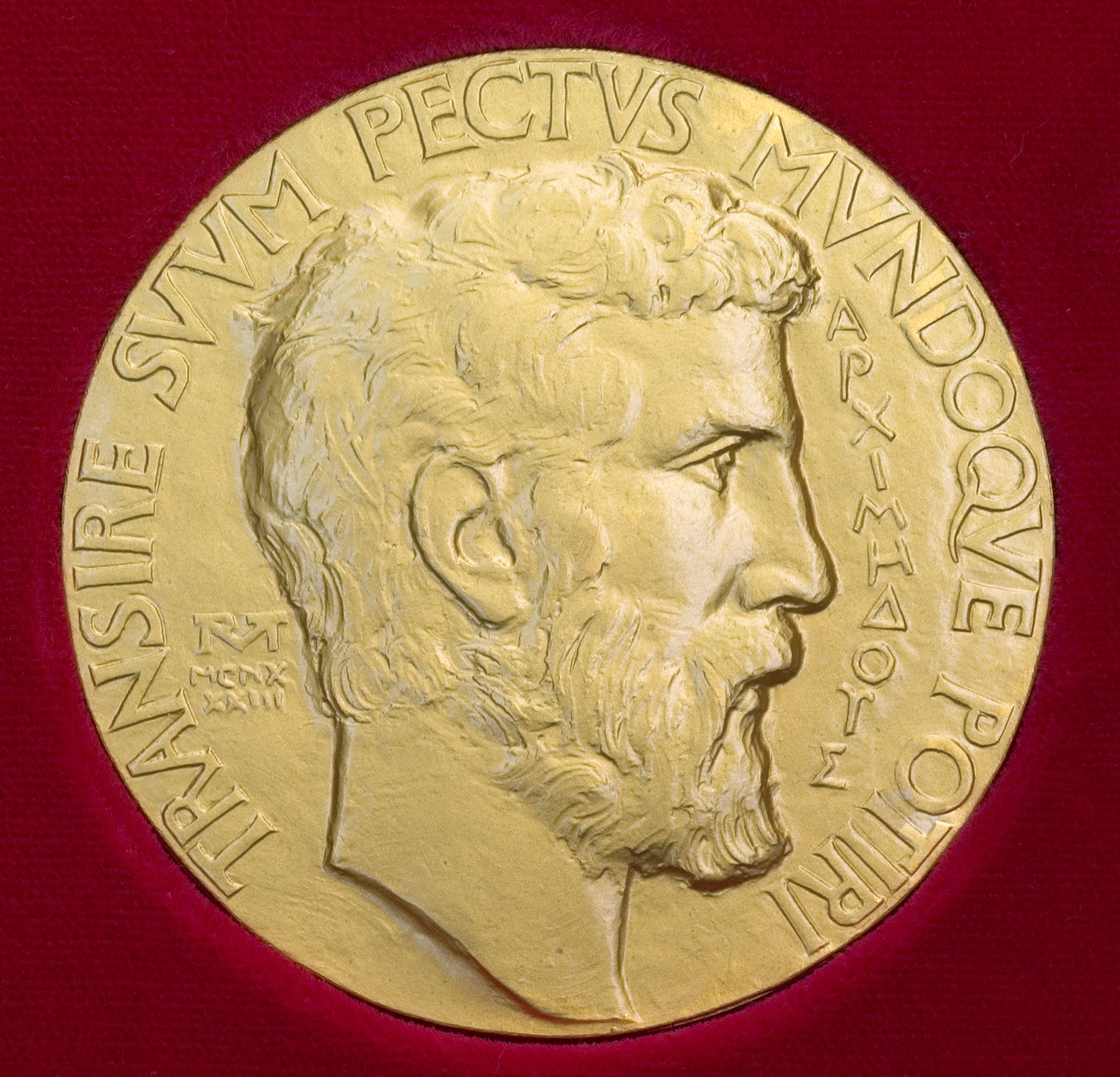
Archimedes z Syrakuz bywa nazywany największym matematykiem starożytności. Jego profil widnieje na medalach Fieldsa.

Matematycy różnią się też doniosłością dorobku; tym wybitnym przyznaje się nagrody naukowe. Pierwszym wyróżnieniem tego typu – przez długi czas najbardziej prestiżowym – był Medal Copleya z XVIII wieku; jeszcze w tamtym stuleciu otrzymał je matematyk Benjamin Robins. Z czasem pojawiły się laury przyznawane wyłącznie matematykom jak Medal Sylvestera i Medal Fieldsa. Ten ostatni przez co najmniej kilka dekad uchodził za najwyższe wyróżnienie, jednak w XXI wieku pojawiła się też Nagroda Abela o porównywalnej renomie.
Wśród setek tysięcy matematyków co najmniej kilku uchodzi za najwybitniejszych, a niektórych nazywano geniuszami:
- Archimedes (III w. p.n.e.) – najwybitniejszy matematyk starożytności[5][6][7][8][9][10][11];
- Isaac Newton (1643–1727) – jeden z najwybitniejszych uczonych wszystkich czasów[12][13][6];
- Leonhard Euler (1707–1783) – najbardziej płodny matematyk[14];
- Carl Friedrich Gauss (1777–1855) – geniusz matematyki[6];
- Bernhard Riemann (1826–1866) – największy matematyk wszystkich czasów[15];
- Georg Cantor (1845–1918) – był geniuszem[16], [jego prace to] najwspanialszy produkt matematycznego geniuszu[17], był jednym z najgenialniejszych matematyków wszech czasów[18].

W gronie żeńskim wyróżniają się:
- Sofja Kowalewska (1850–1891) – zaliczała się do najwybitniejszych matematyków końca XIX wieku[19], jedna z najwybitniejszych matematyczek w dziejach[20], księżniczka matematyki[21]
- Emmy Noether (1882–1935) – najważniejsza kobieta w historii matematyki[22].

Kobiety otrzymywały też najwyższe wyróżnienia: Medal Fieldsa zdobyły Marjam Mirzachani (2014) i Maryna Wiazowska (2022), a Nagrodę Abela – Karen Uhlenbeck (2019).
Za największego matematyka Polski uchodzi Stefan Banach.

## Zarobki
Źródłem utrzymania matematyków często było i jest zatrudnienie w szkołach; przykłady to ośrodek pitagorejczyków, Akademia Platońska, Lykeion, Biblioteka Aleksandryjska, islamskie medresy czy europejskie uniwersytety, które w nowożytności rozpowszechniły się na całym świecie. Niektórzy matematycy byli jednak dworzanami jak Gottfried Wilhelm Leibniz lub zarabiali w innym zawodzie, zajmując się badaniami amatorsko jak Pierre de Fermat. Najpóźniej w XX wieku pojawiły się też poświęcone matematyce instytuty badawcze, niezajmujące się kształceniem studentów. Matematycy są też zatrudniani w korporacjach i innych przedsiębiorstwach, zwłaszcza tych związanych z technologią.
W 2014 amerykański serwis CareerCast uznał zawód matematyka za najbardziej dochodowy w Stanach Zjednoczonych.

## Reprezentacja w sztuce
Kilku matematyków przedstawiono na XVI-wiecznym fresku Szkoła Ateńska. Oprócz tego i fikcyjni, i autentyczni naukowcy z tej dziedziny bywają postaciami w powieściach, opowiadaniach i filmach fabularnych. Przykłady to:
- James Moriarty, fikcyjny złoczyńca znany z historii o Sherlocku Holmesie;
- Iwo Gąsowski, fikcyjny matematyk-amator z powieści Szatan z siódmej klasy;
- John Forbes Nash, którego życiorys zainspirował film Piękny umysł;
- Alan Turing przedstawiony w serialu Gra tajemnic.

## Ścieżki do zawodu
W Polsce w 2025 roku studia matematyczne prowadziło ponad 20 uczelni; były one dostępne w większości polskich miast wojewódzkich:

- Akademia Górniczo-Hutnicza im. Stanisława Staszica w Krakowie[25];
- Politechnika Białostocka[26].
- Politechnika Gdańska[27];
- Politechnika Krakowska im. Tadeusza Kościuszki[28];
- Politechnika Lubelska[29];
- Politechnika Łódzka[30];
- Politechnika Poznańska[31];
- Politechnika Warszawska[32];
- Politechnika Wrocławska[33];
- Uniwersytet Gdański[34];
- Uniwersytet im. Adama Mickiewicza w Poznaniu[35];
- Uniwersytet Jagielloński[36];
- Uniwersytet Kardynała Stefana Wyszyńskiego w Warszawie[37];
- Uniwersytet Kazimierza Wielkiego w Bydgoszczy[38];
- Uniwersytet Łódzki[39];
- Uniwersytet Marii Skłodowskiej-Curie w Lublinie[40];
- Uniwersytet Mikołaja Kopernika w Toruniu[41];
- Uniwersytet Opolski[42];
- Uniwersytet Komisji Edukacji Narodowej w Krakowie[43].
- Uniwersytet Warmińsko-Mazurski w Olsztynie[44];
- Uniwersytet Warszawski[45];
- Uniwersytet w Białymstoku[46];
- Uniwersytet Wrocławski[47];